# Stefan Nosek
Stefan Nosek (ur. 22 marca 1909 w Krakowie, zm. 19 lipca 1966 tamże) – polski archeolog, twórca lubelskiej archeologii. W latach 1955–1961 dyrektor Muzeum Archeologicznego w Krakowie.

## Życiorys
Pochodził z rodziny robotniczej. W 1928 r. ukończył III Gimnazjum im. Króla Jana Sobieskiego i rozpoczął studia na Uniwersytecie Jagiellońskim w zakresie historii (pod kierunkiem prof. L. Piotrowicza) i prahistorii (pod kierunkiem prof. Włodzimierza Demetrykiewicza i doc. J. Żurowskiego). W czasie studiów pracował w Bibliotece Jagiellońskiej, potem kolejno w Zakładzie Archeologii Prahistorycznej UJ oraz w Muzeum Archeologicznym PAU (od 1933). W 1937 został kustoszem Muzeum. W 1938 obronił pracę doktorską pt. Kultura grobów skrzynkowych i podkloszowych w Polsce południowo-wschodniej. W czasie kampanii wrześniowej służył jako podporucznik rezerwy. W czasie okupacji niemieckiej udało mu się uratować zbiory Muzeum Archeologicznego przed zrabowaniem i wywiezieniem ich do Niemiec. Od 1 października 1945 roku rozpoczął pracę na UMCS, gdzie zorganizował od podstaw lubelski ośrodek archeologiczny. Pełnił tam funkcje kierownika Katedry Archeologii Polski na nowo powołanym Wydziale Humanistycznym UMCS, którego był organizatorem i p.o. dziekana. W 1953 roku powrócił do Krakowa. Objął kierownictwo Zakładu Archeologii Polski IHKM PAN, następnie został dyrektorem Muzeum Archeologicznego w Krakowie (1955-1961). Habilitował się w 1947 r. na UJ u prof. Józefa Kostrzewskiego na podstawie rozprawy Zagadnienie Prasłowiańszczyzny w świetle prehistorii. Tytuł profesora nadzwyczajnego uzyskał w 1954 roku, zwyczajnego w 1966 r. W 1952 roku brał udział w przygotowywaniu badań Grodów Czerwieńskich.
Jego twórczość naukowa dotyczyła w zasadzie całości pradziejów i wczesnego średniowiecza Polski, choć specjalizował się szczególnie w zagadnieniach młodszej epoki kamienia. Założył i redagował „Materiały Archeologiczne” i „Sprawozdania Archeologiczne”. Był wyróżniony Złotym i Srebrnym Krzyżem Zasługi oraz Odznaką Tysiąclecia Państwa Polskiego.
Z Zofią Stanisławą Leśniak (zm. 31 października 1976) miał dwie córki: Annę Marię Czyż (ur. 5 11939 w Krakowie) i Elżbietę Rozalię Kowal (ur. 11 lipca 1945 w Krakowie, zm. 30 marca 1979), mgr archeologii, pracownika Państwowych Zbiorów Sztuki na Wawelu.
Został pochowany na cmentarzu Rakowickim.

## Wybrana bibliografia
Bibliografia jego prac obejmuje ponad 140 pozycji.
- Kultura grobów skrzynkowych i podkloszowych w Polsce południowo-wschodniej (opublikowana jako III t. „Prac Prehistorycznych PAU” w 1948 r.)
- Zagadnienie Prasłowiańszczyzny w świetle prehistorii („Światowit” t. 19 1948 s. 1–178)
- Kultura amfor kulistych na Lubelszczyźnie, „Annales UMCS” s. F vol. V s. 55–158[2]
- Z najnowszych badań nad neolitem Małopolski, w: Studia i materiały do badań nad neolitem Małopolski, Wr. 1965, s. 7–45
- Materiały neolityczne z Lubelszczyzny, „Annales UMCS” s. F vol. II 1947 s. 207–213.
- Słowianie w pradziejach ziem polskich, Kr. 1946; wyd. II poszerzone L. 1950[2]
- Zagadnienie Prasłowiańszczyzny...
- Neurowie w świetle archeologii, „Przegląd Zachodni” r. 8 1952 nr 5/6 s. 270–278
- Perspektywy archeologiczne, w: J. Czekanowski, Wstęp do historii Słowian, wyd. II, P. 1957, s. 428–449
- Materiały do badań nad historią starożytną i wczesnośredniowieczną międzyrzecza Wisły i Bugu „Annales UMCS” s. F vol. VI 1951 (druk: 1957 s. 502)